# Паломничество Чайльд-Гарольда
«Пало́мничество Чайльд-Гарольда» (англ. Childe Harold's Pilgrimage) — поэма в четырёх частях, написанная лордом Джорджем Гордоном Байроном. Впервые опубликована в период между 1812 и 1818 годами. Посвящение поэмы — обращение к Ианте (в оригинале — Ianthe), под именем которой скрыта дочь английских знакомых Байрона. «Паломничество Чайльд-Гарольда» описывает путешествия и размышления пресыщенного молодого человека, который разочаровался в жизни, полной удовольствий и веселья, и ищет приключений в незнакомых землях. В более широком смысле поэма — выражение тоски и разочарования, которые ощущает поколение, утомлённое эпохой Великой французской революции и последовавших за ней наполеоновских войн. Обозначение главного героя происходит от старинного английского childe («чайльд») — рода титула (XIII—XIV вв.) для молодого дворянина, готовившегося к посвящению в рыцари. Этот титул, как указывает автор поэмы, был выбран как наиболее сообразный со старинной формой стихосложения.

## Содержание
Поэма содержит элементы, которые принято считать автобиографичными, так как Байрон создаёт часть сюжетной линии исходя из опыта, полученного во время путешествий по Средиземноморью вообще, и в частности Албании, Испании, Португалии, Эгейскому морю и Греции в 1809—1811 годах. «Ианта» — это его ласковое обращение к Шарлотте Мэри Харли, одиннадцатилетней дочери графа Эдуарда Оксфорда и леди Оксфорд (прапрабабушки художника Фрэнсиса Бэкона).
В целесообразности издания первых двух частей Байрон чрезвычайно сомневался, поскольку очень многое в них было напрямую сопоставимо с его личностью и судьбой. Они были изданы Джоном Мюрреем по настоянию друзей Байрона в 1812 году и принесли как произведению, так и его автору неожиданное внимание общественности. Байрон позже писал: «я проснулся однажды утром и узнал, что знаменит».

## Байронический герой
Поэма выявила в себе первый пример байронического героя. Идея байронического героя несёт в себе множество следующих различных характеристик:
- Герой должен иметь высокий уровень интеллекта и восприятия, а также — быть в состоянии легко приспособиться к новым ситуациям и использовать хитрость для собственной выгоды. Так, Чайльд-Гарольд прекрасно образован, воспитан и умён, а также наделён внешней привлекательностью, стилем и тактом. Кроме очевидного очарования, которое это автоматически создаёт, он борется со своей честной прямотой, будучи склонным к колебанию настроения или биполярным стремлениям.
- В целом герою присуща непочтительность к любой власти, — таким образом, создаётся изображение байронического героя как изгнанника или изгоя.
- Также у героя есть склонность быть высокомерным и циничным, потворствуя саморазрушительному поведению, которое сочетается с потребностью обольщения женщин.
- Таинственность героя — безусловно усиливающий фактор его привлекательности, однако ещё более провоцирующий его частое столкновение с теми или иными проблемами.

Характер байронического героя частотен в романах, фильмах и пьесах.

## Структура произведения
Поэма состоит из четырёх песен, написанных спенсеровой строфой, имеющей в себе восемь строк пятистопного ямба, дополняемых одним александрийским стихом (двенадцатисложной ямбической строкой), и имеет структуру рифмы ABABBCBCC.

## Интерпретации
Чайльд-Гарольд стал проводником для собственных убеждений Байрона. В предисловии к третьей книге Байрон признаёт тот факт, что его герой — только расширение взгляда на себя самого. Согласно позиции Джерома Макганна, маскируя себя в образе литературного персонажа, Байрон смог выразить следующий взгляд: «Самая большая трагедия человека состоит в том, что он может осознать совершенство, которого он не может достигнуть».

## В культуре
- 1834 — «Гарольд в Италии», симфония Г. Берлиоза (op. 16; H 68)
- 1954 — «Гарольд в Италии», балет Л. Ф. Мясина на музыку одноимённой симфонии Г. Берлиоза
- 1832 — «Паломничество Чайльд-Гарольда». Картина Уильяма Тёрнера

### Литературоведение
- Чайльд-Гарольд // Малый энциклопедический словарь Брокгауза и Ефрона. — 2-е изд., вновь перераб. и значит. доп. — Т. 1—2. — СПб., 1907—1909.
- Childe Harold’s Pilgrimage: Lord Byron and the Battle of Waterloo Архивная копия от 27 сентября 2020 на Wayback Machine
- Байрон и Наполеон: опыт интерпретации творческой биографии Байрона и поэмы «паломничество Чайльда Гарольда»

### Текст произведения
- Текст оригинала в Викитеке Архивная копия от 20 марта 2022 на Wayback Machine.
- Байрон Дж. Г. Паломничество Чайльд-Гарольда. Дон-Жуан Архивная копия от 27 ноября 2019 на Wayback Machine

#### Аудиозаписи
- Childe Harold’s Pilgrimage by George Gordon, Lord BYRON read by Peter Tucker | Full Audio Book. // Канал LibriVox на YouTube.
- Байрон Джордж Гордон. Паломничество Чайльд-Гарольда. Перевод на русский (Песнь 1-я, читает А. Консовский. 1979 г. Часть 1-я из 2-х) // Канал «Архив „Старого радио“» на YouTube.